# Planisekcja
Planisekcja – przedstawienie budowy geologicznej obszaru w przecięciu z fikcyjną płaszczyzną poziomą. Mapę, która przedstawia budowę geologiczną na takiej powierzchni, nazywa się mapą planisekcyjną. Budowę geologiczną obrazuje przebieg granic geologicznych na mapie.